# Cantagallo (ort)
Cantagallo är en ort i Colombia.   Den ligger i departementet Bolívar, i den norra delen av landet, 300 km norr om huvudstaden Bogotá. Cantagallo ligger 65 meter över havet och antalet invånare är 4 672. Den ligger vid sjön Ciénaga Cantagallo.
Terrängen runt Cantagallo är platt. Runt Cantagallo är det glesbefolkat, med 20 invånare per kvadratkilometer. Närmaste större samhälle är Puerto Wilches, 4,0 km sydost om Cantagallo. I omgivningarna runt Cantagallo växer i huvudsak städsegrön lövskog.